# Кокорина, Анастасия Николаевна
Анастасия Николаевна Кокорина — советский хозяйственный деятель, Герой Социалистического Труда.

## Биография
Родилась в 1922 году на территории современной Кировского области. Член КПСС.
В 1936—1958 гг. — колхозница, звеньевая овощеводческого звена колхоза «Красный Октябрь» Вожгальского района Кировской области.
В 1958—1982 гг. — колхозница в Красноярском крае.
Указом Президиума Верховного Совета СССР от 23 июня 1949 года присвоено звание Героя Социалистического Труда с вручением ордена Ленина и золотой медали «Серп и Молот».
Умерла в 1994 году в Красноярском крае.

## Награды и звания
- Герой Социалистического Труда (23.06.1949)
- Орден Ленина (17.03.1948, 23.06.1949, 05.07.1950)